# 阴澹
阴澹（?—?），敦煌人，西晋地方官员。
弱冠以才行忠烈，為州治中從事，曾割身訴枉。後被张轨任为股肱，参与机密，共同治理涼州。官至武威太守。張駿時，因陰氏宗門強盛而軍功卓著，被張駿所忌憚。於是指示陰澹弟鎮軍將軍陰鑒之部下誣其謀反，逼令陰鑒自殺。
竹林七贤之說或最早始於阴澹撰《魏纪》十二卷，稱之“豪尚虚无，轻蔑礼法”。